# Marie Winkler-Leu
Marie Winkler-Leu (* 10. Januar 1873 in Göschenen; † 17. November 1949 in Luzern; heimatberechtigt in Schongau) war eine Schweizer Mundartschriftstellerin.

## Leben und Wirken
Marie Winkler-Leu war Tochter des Ingenieurs Burkard Leu und der Josefine geborene Göldlin. Sie wuchs in Luzern auf und heiratete 1903 den Ingenieur und Politiker Walter Winkler.
Winkler-Leu verfasste mehrere Schauspiele in Mundart und führte auch Regie bei den Aufführungen. Ihre Festspiele an den kantonalen Musiktagen in Alpnach 1922 und 1936 fanden Beachtung. Beispiele ihrer Bühnenwerke sind «Hei g'funde. Es Dialekt-Schauspil i 4 Akte» von 1923 und «Dr Schuehmache» von 1934. Ihr Werk «1847. Es Schauspil i füüf Akte» von 1924 ist ein Bühnenstück über die Zeit vor dem Beginn des Sonderbundskriegs.

## Belege
1. 1 2  Carmen Furger: Marie Winkler-Leu. In: Historisches Lexikon der Schweiz.  4. November 2013, abgerufen am 20. Oktober 2024.

| Personendaten    | Personendaten                                      |
| ---------------- | -------------------------------------------------- |
| NAME             | Winkler-Leu, Marie                                 |
| ALTERNATIVNAMEN  | Leu, Marie (Geburtsname); Winkler, Marie (Ehename) |
| KURZBESCHREIBUNG | Schweizer Mundartschriftstellerin                  |
| GEBURTSDATUM     | 10. Januar 1873                                    |
| GEBURTSORT       | Göschenen, Schweiz                                 |
| STERBEDATUM      | 17. November 1949                                  |
| STERBEORT        | Luzern, Schweiz                                    |